# Decyzja administracyjna

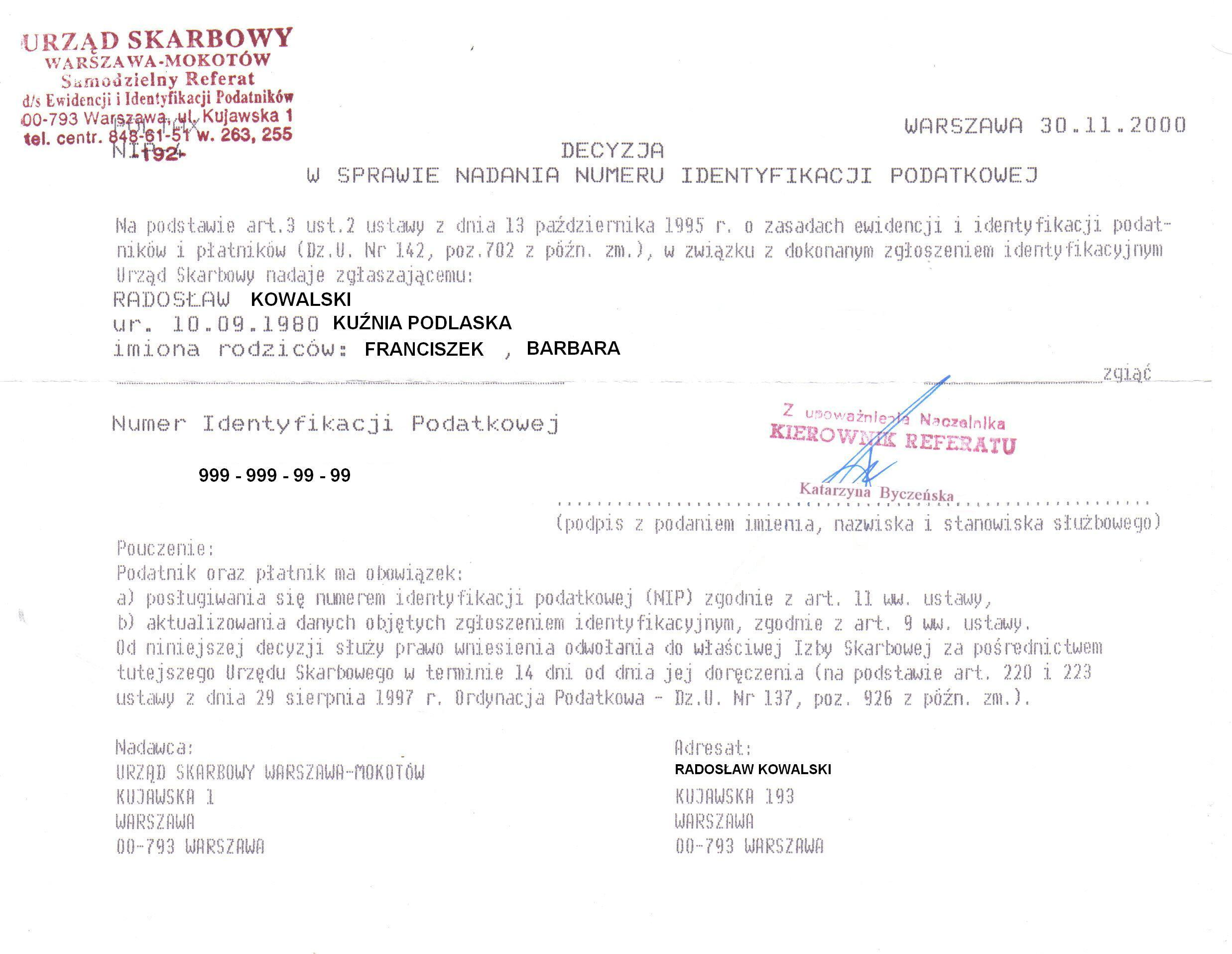
Decyzja w sprawie nadania NIP

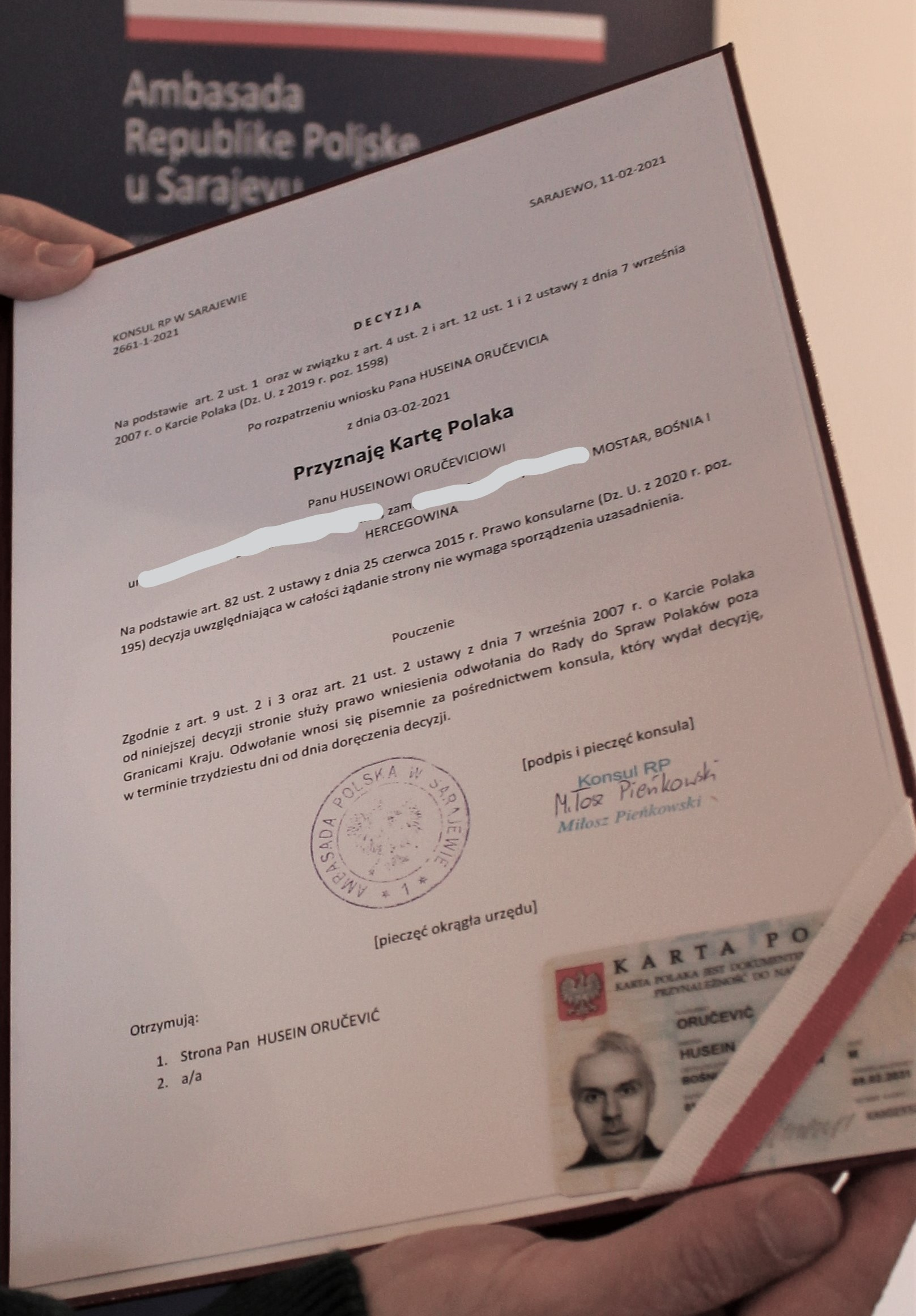
Decyzja o przyznaniu Karty Polaka

Decyzja administracyjna – jednostronna czynność organu administracji publicznej rozstrzygająca sprawę indywidualną konkretnego adresata.
W prawie polskim jest to akt administracyjny zewnętrzny wydany w trybie określonym w przepisach Kodeksu postępowania administracyjnego lub innych ustaw regulujących sferę indywidualnych praw i obowiązków obywateli, np. Ordynacji podatkowej lub Prawa celnego.  Obowiązek jej wydania może wynikać z przepisów prawa miejscowego.
- in abstracto – akt władczy, wydany przez uprawniony podmiot, skierowany do abstrakcyjnego zbioru podmiotów.
- in concreto – akt władczy, wydany przez organ administracyjny, skierowany do strony albo stron (podmiot indywidualny albo podmiot zbiorowy).

Skutkami decyzji administracyjnej jest powstanie obowiązku, uprawnienia bądź zaniechania przez stronę albo strony.
Część literatury definiuje decyzję administracyjną jako kwalifikowany akt administracyjny, odznaczający się określoną formą i wydawany po przeprowadzeniu sformalizowanego postępowania administracyjnego; inni nazywają ją aktem administracyjnym sensu stricto, charakteryzującym się jednostronnością, zewnętrznością, indywidualnością i konkretnością.
Decyzja administracyjna rozstrzyga sprawę co do istoty w całości lub części, a więc w sposób wiążący i trwały ustanawia, zmienia lub znosi stosunki administracyjne. Jest przejawem woli państwa reprezentowanego przez organ administracji publicznej wyrażonej w stosunku do strony postępowania administracyjnego. Podstawą prawną decyzji administracyjnej są przepisy o charakterze powszechnie obowiązującym. Decyzje wydawane są na podstawie przepisów prawa materialnego, a tylko wyjątkowo w oparciu o przepisy procesowe, np. decyzja stwierdzająca wygaśnięcie bezprzedmiotowej decyzji. Obowiązkiem organu administracji publicznej jest wydać decyzję administracyjną, ilekroć organ ten ma władczo rozstrzygnąć o prawach lub obowiązkach jednostki w oparciu o przepisy prawa materialnego.
Adresatem decyzji jest zawsze strona postępowania. Stroną może być obywatel lub inny podmiot prawa, którego decyzja dotyczy.

## Elementy decyzji administracyjnej

### Elementy konstytutywne oraz skutki ich braku
Elementami konstytutywnymi (essentialia negotii) decyzji administracyjnej są:
1. oznaczenie organu administracji publicznej,
2. oznaczenie strony lub stron,
3. rozstrzygnięcie o istocie sprawy (obowiązku, uprawnieniu, zaniechaniu),
4. podpis osoby reprezentującej organ administracji publicznej[5].

Brak któregokolwiek z powyższych elementów prowadzi do niemożliwości zakwalifikowania danego aktu działania administracji jako decyzji administracyjnej. „Treść, a nie forma, przesądza o tym, czy dany akt jest decyzją administracyjną, jeżeli więc sprawa administracyjna podlega załatwieniu w drodze decyzji, to za decyzję należy uznać pismo organu rozstrzygającego, zawierające co najmniej oznaczenie tego organu, oznaczenie adresata aktu, rozstrzygnięcie w sprawie oraz podpis upoważnionego pracownika organu, gdyż spełnia to minimum podstawowych warunków wymienionych w art. 107 § 1 k.p.a.”.

### Elementy obligatoryjne według regulacji K.p.a. oraz skutki ich braku
Kodeks postępowania administracyjnego oraz inne ustawy precyzują, że prawidłowo wydana w postępowaniu jurysdykcyjnym decyzja administracyjna powinna zawierać co najmniej:
1. oznaczenie organu administracji publicznej,
2. data wydania,
3. oznaczenie strony lub stron,
4. powołanie podstawy prawnej,
5. rozstrzygnięcie,
6. uzasadnienie faktyczne i prawne,
7. pouczenie, czy i w jakim trybie służy od niej odwołanie oraz o prawie do zrzeczenia się odwołania i skutkach zrzeczenia się odwołania,
8. podpis z podaniem imienia i nazwiska oraz stanowiska służbowego pracownika organu upoważnionego do wydania decyzji, jeżeli decyzję wydano na piśmie utrwalonym w postaci elektronicznej – kwalifikowany podpis elektroniczny, podpis zaufany albo podpis osobisty lub kwalifikowana pieczęć elektroniczna organu administracji publicznej ze wskazaniem w treści pisma osoby opatrującej pismo pieczęcią. W przypadku decyzji wydanej przez organ kolegialny podpisy muszą złożyć wszyscy członkowie tego organu; wyjątki od tej zasady mogą być ustanawiane jedynie przez przepisy ustrojowe rangi ustawowej[8].
9. w przypadku decyzji, w stosunku do której może być wniesione powództwo do sądu powszechnego, sprzeciw od decyzji lub skarga do sądu administracyjnego – pouczenie o dopuszczalności wniesienia powództwa, sprzeciwu od decyzji lub skargi oraz wysokości opłaty od powództwa lub wpisu od skargi lub sprzeciwu od decyzji, jeżeli mają one charakter stały, albo podstawie do wyliczenia opłaty lub wpisu o charakterze stosunkowym, a także możliwości ubiegania się przez stronę o zwolnienie od kosztów albo przyznanie prawa pomocy,
10. inne elementy wskazane w przepisach szczególnych.

Decyzja, która nie zawiera wszystkich składników określonych w art. 107 § 1 k.p.a. lub przepisach szczególnych, jest decyzją wadliwą. Uchybienia w formalnej zawartości decyzji stanowią podstawę do złożenia odwołania do organu nadrzędnego lub skargi do sądu administracyjnego. Na powodzenie może liczyć wskazanie uchybienia formalnego lub uchybienia w trakcie postępowania administracyjnego (uchybienie proceduralne), które mogło mieć istotny wpływ na wynik postępowania i treść decyzji.

### Elementy fakultatywne wydanej w postępowaniu administracyjnym jurysdykcyjnym
- Rygor natychmiastowej wykonalności – nadanie przez organ administracji publicznej możliwości niezwłocznego wykonania decyzji, gdy jest to niezbędne ze względu na ochronę zdrowia lub życia ludzkiego albo dla zabezpieczenia gospodarstwa narodowego przed ciężkimi stratami bądź też ze względu na inny interes społeczny lub wyjątkowo ważny interes strony.
- Termin – uzależnienie początkowej chwili obowiązywania decyzji administracyjnej lub uzależnienie końcowej chwili obowiązywania decyzji administracyjnej od zdarzenia przyszłego i pewnego.
- Warunek – uzależnienie początkowej chwili obowiązywania decyzji administracyjnej lub uzależnienie końcowej chwili obowiązywania decyzji administracyjnej od zdarzenia przyszłego i niepewnego.
- Zlecenie – uzależnienie początkowej chwili obowiązywania decyzji administracyjnej lub uzależnienie końcowej chwili obowiązywania decyzji administracyjnej od spowodowania pewnego zdarzenia, wywołania określonego skutku przez podmiot, na rzecz którego decyzja została wydana[9].

### Elementy obligatoryjne według regulacji Ordynacji podatkowej oraz skutki ich braku
Ordynacja podatkowa oraz inne szczególne ustawy podatkowe precyzują, iż prawidłowo wydana w postępowaniu podatkowym decyzja administracyjna powinna zawierać co najmniej:
1. oznaczenie organu podatkowego,
2. datę wydania decyzji,
3. oznaczenie strony,
4. powołanie podstawy prawnej,
5. rozstrzygnięcie,
6. uzasadnienie faktyczne i prawne,
7. pouczenie o trybie odwoławczym – jeżeli od decyzji służy odwołanie,
8. podpis osoby upoważnionej, z podaniem jej imienia i nazwiska oraz stanowiska służbowego, jeżeli decyzję wydano na piśmie utrwalonym w postaci elektronicznej, kwalifikowany podpis elektroniczny, podpis zaufany albo podpis osobisty lub kwalifikowana pieczęć elektroniczna organu podatkowego ze wskazaniem w treści pisma osoby opatrującej pismo pieczęcią.

W odniesieniu do braku powyższych elementów decyzji administracyjnej wydanej w postępowaniu podatkowym następują takie same skutki jak w wypadku braków decyzji wydanej w postępowaniu administracyjnym jurysdykcyjnym.

### Szczególne postacie decyzji administracyjnej
Pomimo odrębności proceduralnej decyzjami administracyjnymi są także decyzje w sprawach celnych, podatkowych i ubezpieczeń społecznych.
Z kolei charakteru decyzji administracyjnej nie mają m.in. zaświadczenie o numerze identyfikacyjnym REGON wydane przez organ statystyki publicznej, decyzja organu założycielskiego przedsiębiorstwa użyteczności publicznej o powołaniu dyrektora tego przedsiębiorstwa i odpowiedź na krytykę prasową.

## Podział decyzji
- Decyzje merytoryczne i decyzje niemerytoryczne – decyzje merytoryczne to takie, które rozstrzygają sprawę co do jej istoty. Przykładem decyzji rozstrzygającej sprawę co do jej istoty jest decyzja udzielająca pozwolenia na budowę. Do decyzji niemerytorycznych zalicza się decyzję o umorzeniu postępowania administracyjnego, decyzję kasacyjną organu odwoławczego, który uchyla orzeczenie organu I instancji i przekazuje temu organowi sprawę do ponownego rozpatrzenia.
- Decyzje pełne i częściowe – to odpowiednio decyzje rozstrzygające sprawę w całości lub w części. Wydanie decyzji częściowej nie kończy jednak postępowanie w sprawie, nawet jeżeli stała się ostateczna[10].
- Decyzje ostateczne i nieostateczne – decyzje ostateczne to takie, od których nie przysługują zwykłe środki zaskarżenia, z kolei decyzje nieostateczne to takie, od których stronie przysługują zwykłe środki zaskarżenia, takie jak odwołanie lub wniosek o ponowne rozpatrzenie sprawy.
- Decyzje prawomocne i nieprawomocne – decyzje prawomocne to decyzje ostateczne, których nie można zaskarżyć do sądu, z kolei decyzje nieprawomocne to decyzje, które można jeszcze zaskarżyć.